# Sonny Criss
Sonny Criss (Memphis, 1927. október 23. – Los Angeles, 1977. november 19.) amerikai altszaxofonos.

## Pályakép
Sonny Criss remek bebop-szaxofonos volt. Páratlan tehetséggel használta a szaxofont. Charlie Parker stílusa játékát erőteljesen befolyásolta. Balladájáit gyakran szomorú szólók díszitik fölösleges gesztusok nélkül.
Mivel karrierje nagy részét a nyugati parton töltötte, majd egy ideig – a 70-es években – Párizsban élt, nem kapta meg keleti parti társaitól azt az elismertséget, mint például Sonny Stitt vagy Cannonball Adderley. Kiváló zenész volt, de a képességeihez méltó elismerést soha nem kapta meg.
Los Angeles környékén azért fokozatosan növekvő hírnevet szerzett. 1955 végétől három éven át együttműködött Buddy Rich-csel.

## Lemezek
- California Bop (1947; Fresh Sound Records)
- Intermission Riff (1951; Pablo Records)
- Jazz USA (1956; Imperial Records)
- Go Man! (1956; Imperial Records)
- Criss Cross (1956; Imperial Records)
- Sonny Criss Plays Cole Porter (Imperial, 1956)
- Mr. Blues Pour Flirter (Brunswick [France], 1963)
- This is Criss! (Prestige, 1966)
- Portrait of Sonny Criss (Prestige, 1967)
- Up, Up and Away (Prestige, 1967)
- The Beat Goes On! (Prestige 1968)
- Sonny’s Dream (Birth of the New Cool) (Prestige, 1968)
- Rockin’ in Rhythm (Prestige, 1968)
- I’ll Catch the Sun! (Prestige, 1969)
- Crisscraft (Muse, 1975)
- Saturday Morning (Xanadu, 1975)
- Out of Nowhere (1976; Muse Records)
- Warm & Sonny (1976; Impulse! Records)
- The Joy of Sax (1977; Impulse! Records)